# Tân Trung, Phú Tân (An Giang)
Tân Trung là một xã cũ thuộc huyện Phú Tân, tỉnh An Giang, Việt Nam.

## Địa lý
Xã Tân Trung nằm ở phía nam huyện Phú Tân, bên bờ sông Vàm Nao, có vị trí địa lý:
- Phía tây giáp huyện Châu Phú
- Phía bắc giáp thị trấn Phú Mỹ và xã Tân Hòa.
- Phía đông và phía nam giáp huyện Chợ Mới.

Xã Tân Trung có diện tích 8,20 km², dân số năm 2019 là 10.124 người, mật độ dân số đạt 1.235 người/km².

## Hành chính
Xã Tân Trung được chia thành 5 ấp: Mỹ Hóa 1, Tân Thạnh, Trung Hòa, Trung 2 và Vàm Nao.